# Historia de Alemania en tiempos de la Reforma
La historia de Alemania en tiempos de la Reforma, está marcada por los conflictos y enfrentamientos entre los bandos católicos y protestantes.
A comienzos del siglo XVI existía mucha disconformidad en los territorios de Alemania a causa de los abusos que se observaban por parte de la iglesia católica, tales como la comercialización de indulgencias y existía un fuerte deseo de reformar las prácticas de la iglesia.

## Comienza la Reforma
En 1517 comenzó la Reforma con la publicación de las noventa y cinco tesis de Martin Lutero en Wittenberg;  Lutero las expuso en la plaza del pueblo y dio copia de las mismas a los nobles alemanes, pero no se sabe con certeza si las clavo en la puerta de la Iglesia de Todos los Santos en Wittenberg como muchos sostienen. La lista contenía 95 afirmaciones que Lutero sostenía mostraban la corrupción y apartamiento de lo correcto por parte de la Iglesia Católica. Un ejemplo a menudo citado, aunque tal vez no fuera la preocupación más importante de Lutero, es la condena a la venta de indulgencias; otro punto prominente de las noventa y cinco tesis es el desacuerdo de Lutero con la forma en que el clero eclesiástico, especialmente el Papa, utilizaba y abusaba del poder, y aun la misma idea de la existencia del Papa.

Bandera del Sacro Imperio Romano Germánico, siglos XV al XIX.

En 1521 Lutero fue declarado en rebeldía por la Dieta de Worms. Pero la reforma se difundió con rapidez, ayudada en parte por las guerras que el Emperador Carlos V tenía con Francia y los Turcos. Escondido en el castillo de Wartburg, Lutero tradujo la Biblia del latín al alemán, sentando las bases para el idioma alemán. Un hecho curioso es que Lutero hablaba un dialecto muy poco difundido del idioma alemán por esas épocas. Luego de la publicación de la Biblia, su dialecto se impuso sobre los demás y evolucionó hasta lo que es el idioma alemán moderno.

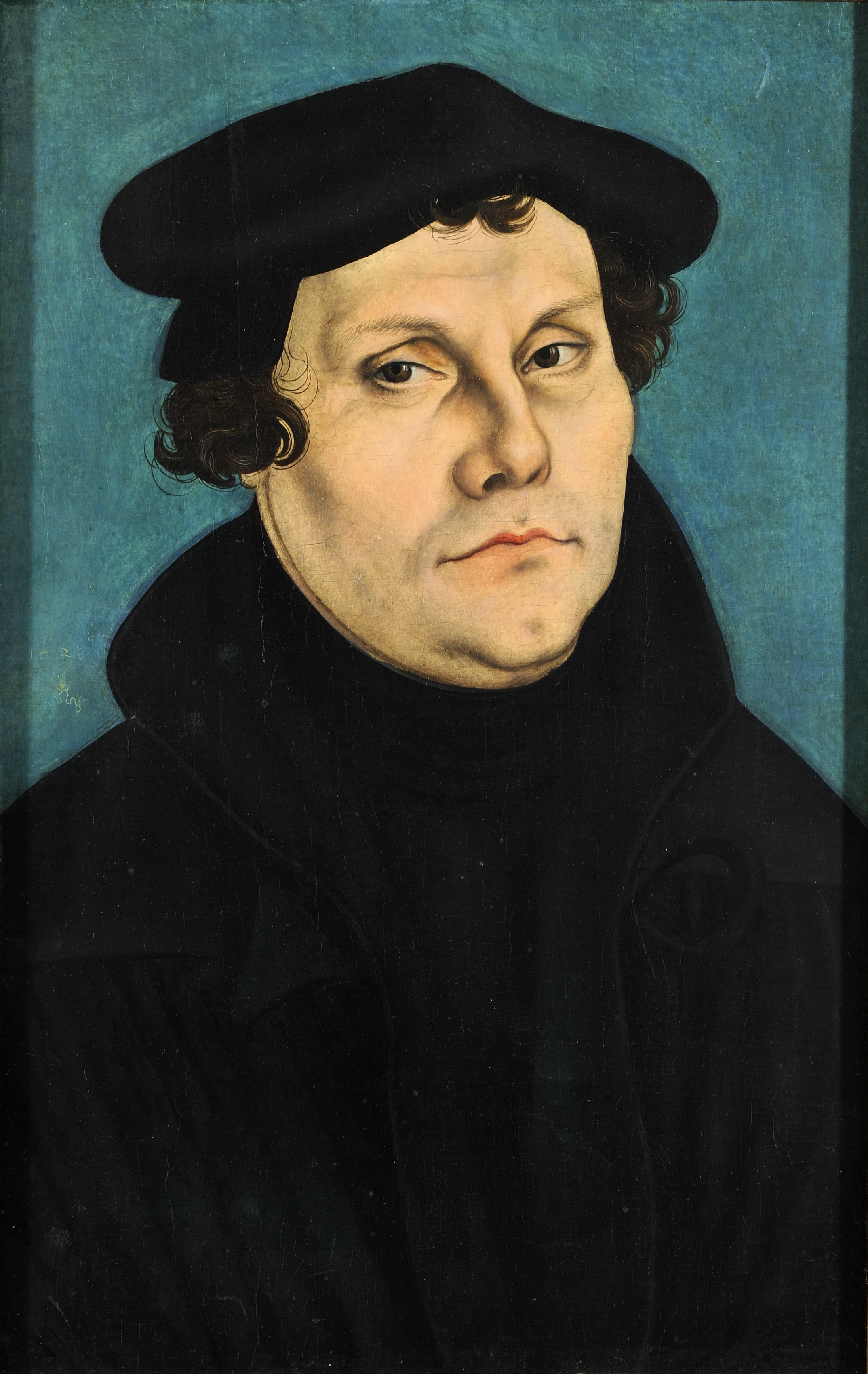
Martin Lutero 1528, por Lucas Cranach el Viejo.

En 1524 estalló la guerra de los campesinos alemanes en Suabia, Franconia y Turingia contra los príncipes y señores, alentado por la prédica de los reformistas. Pero los revoltosos, que contaban con la asistencia de algunos nobles hábiles en el arte de la guerra tales como Götz von Berlichingen y Florian Geyer (en Franconia), y el teólogo Thomas Münzer (en Turingia), pronto fueron sofocadas por los príncipes territoriales. Unos 100,000 campesinos alemanes fueron masacrados durante la revuelta. Lutero junto con su colega Philipp Melanchthon, enfatizaron la disconformidad de los campesinos que dio lugar a la revuelta, en su pedido por la Reforma a la Dieta Imperial  de 1529 entre acusaciones de herejía, pero el edicto de la Dieta de Worms (1521) prohibía todas las innovaciones. Mientras, en sus esfuerzos por aparecer como un católico reformista y no como un hereje revolucionario, y para agradar a los príncipes alemanes con la condena religiosa de los campesinos revoltosos mediante la Doctrina de los dos reinos, el conservadurismo en ascenso de Lutero a su vez provoca la aparición de reformistas aún más radicales. En una conferencia religiosa con los zuinglios en 1529, Melanchthon se unió a Lutero para oponerse a una unión con Zuinglio. Con la protesta de los príncipes luteranos en la Dieta Imperial de Espira (1529) y el rechazo de la "Confesión de Augsburgo" luterana en Augsburgo (1530), finalmente emerge una iglesia luterana independiente.
A partir de 1545 comenzó en Alemania la Contrarreforma. El principal impulso lo proveyó la Orden de los Jesuitas, fundada por el español Ignacio de Loyola. En este momento las zonas del noreste y central de Alemania eran protestantes en su gran mayoría, mientras que el sur y oeste de Alemania permanecían predominantemente católicos. En 1547, Carlos V Emperador del Sacro Imperio Romano Germánico venció a la Liga de Esmalcalda, una alianza de príncipes protestantes En 1555 la Paz de Augsburgo reconoció la fe luterana. Pero el tratado también estipuló que la religión del estado era la de su gobernante (Cuius regio, eius religio).
En 1608/1609 se crearon la Unión Protestante y la Liga Católica.

## Guerra de los Treinta Años, 1618–1648

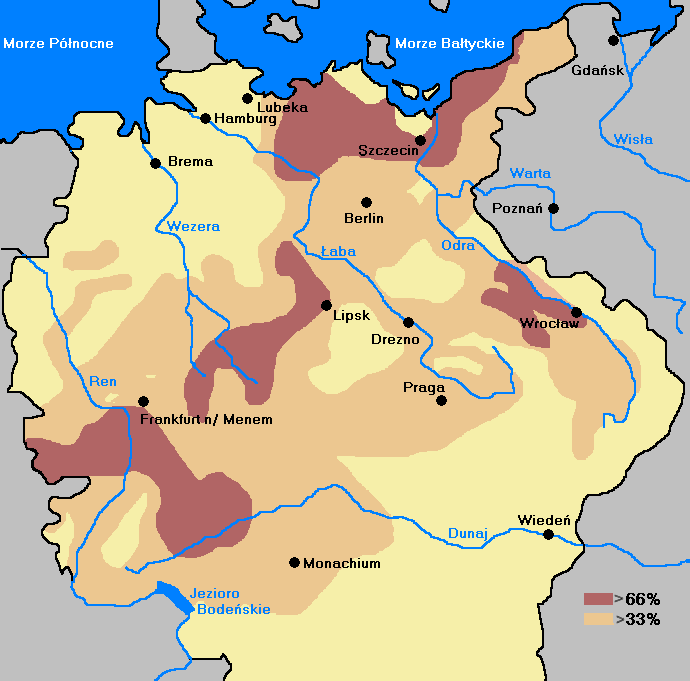
Reducción de la población del sacro imperio Romano Germánico a causa de la Guerra de los Treinta Años.

Desde 1618 hasta 1648 la Guerra de los Treinta Años azotó el Sacro Imperio Romano Germánico. Las causas fueron los conflictos entre católicos y protestantes, los esfuerzos de varios estados del Imperio para aumentar su poder y el intento del Emperador Católico de alcanzar la unidad religiosa y política del Imperio. El disparador de la guerra fue el levantamiento de la nobleza protestante de Bohemia contra el emperador, pero el conflicto se extendió y convirtió en una guerra europea por obra de la intervención de rey Christian IV de Dinamarca (1625–29), Gustavo II Adolfo de Suecia (1630–48) y en Francia por acción del Cardenal Richelieu. Alemania se convirtió en el teatro de operaciones de la guerra y la escena del conflicto final entre Francia y los Habsburgos por el predominio en Europa.
A menudo el enfrentamiento estuvo fuera de control, con bandas de cientos o miles de soldados deambulando y diseminando la plaga, pillaje, y asesinato. Los ejércitos que estaban bajo control se movían en distintas direcciones por la campiña año tras año, imponiendo grandes impuestos sobre las ciudades, y apropiándose de los animales y las reservas de alimento de los campesinos sin compensarlos por ello. La inmensa disrupción social por más de tres décadas produjo un descenso dramático de la población producto de las matanzas, enfermedad, pérdida de las cosechas, descenso en las tasas de natalidad y destrucción a mansalva, y la emigración de gente aterrorizada. Un estudio estima que hubo un descenso del 38% en la población de 16 millones de personas en 1618 a 10 millones en 1650, mientras que otro estudio indica que el descenso fue de "solo" el 20% de 20 millones a 16 millones. Las regiones de Altmark y Württemberg fueron de las que más sufrieron. A Alemania le llevó varias generaciones recuperarse.
La guerra finalizó en 1648 con la Paz de Westfalia. Alemania perdió de manera definitiva Alsacia en manos de Francia, temporalmente Pomerania pasó a manos de Suecia, oficialmente los Países Bajos dejaron el Imperio. El poder imperial declinó en la medida que aumentaron los derechos de los estados.